# Q4OS
Q4OS és una distribució Linux estable, lleugera, basada en Debian i centrada en KDE. Porta com a entorns d'escriptoris KDE Plasma i Trinity i pot ser emprada en maquinari obsolet. La distribució és coneguda per un instal·lador que permet que es munti dins de Windows i un complement anomenat XPQ4, que afegeix temes destinats a replicar l'aspecte i el comportament de Windows 2000 i Windows XP.